# Escuela de Derecho de Florida Costera
La Escuela de Derecho de Florida Costera (Florida Coastal School of Law en idioma inglés) es una escuela de derecho en  Jacksonville, Florida.